# Anthony Green
Anthony Green (Glasgow, 30 ottobre 1946) è un ex calciatore scozzese, di ruolo centrocampista.

## Carriera

### Club
Green esordisce tra i professionisti nel 1964, all'età di 18 anni, con gli Albion Rovers, club della terza divisione scozzese, con cui rimane fino al 1967 per un totale di 64 presenze e 21 reti in incontri di campionato con il club. Nel maggio del 1967, appena prima della fine della stagione 1966-1967, viene ceduto agli inglesi del Blackpool (militanti in prima divisione ma già matematicamente retrocessi in seconda divisione al momento del suo acquisto) per 13500 sterline, più ulteriori 2000 sterline come bonus al raggiungimento della sua ventesima presenza in competizioni ufficiali con la maglia dei Tangerines. Prima della fine della stagione fa comunque in tempo ad esordire con il suo nuovo club, disputando la sua unica partita stagionale nell'ultima partita di campionato, ovvero una sconfitta per 3-1 sul campo del Liverpool.
L'anno seguente il Blackpool sfiora l'immediato ritorno in prima divisione (chiude la Second Division 1967-1968 al terzo posto dietro a Ipswich Town e QPR a causa della differenza reti sfavorevole) e Green gioca stabilmente da titolare; successivamente perde un'intera stagione (durante la quale il club torna in prima divisione) a causa di un infortunio ad un tendine, tornando in campo solamente il 19 settembre 1970 in una partita della First Division 1970-1971 in casa contro l'Everton. Il Blackpool in questa stagione pur vincendo la Coppa Anglo-Italiana retrocede immediatamente in seconda divisione, e Green realizza 3 reti in 30 presenze. Nell'ottobre del 1971, dopo complessive 123 presenze e 13 reti in incontri di campionato, viene ceduto per 150000 sterline più Keith Dyson come contropartita tecnica: così facendo, diventa il secondo acquisto più costoso nella storia del club dopo Malcolm Macdonald, arrivato in squadra nel precedente mese di maggio dal Luton Town per 180000 sterline.
Il 30 ottobre 1971, giorno del suo venticinquesimo compleanno, gioca la sua prima partita con i Magpies, contro l'Everton; nella partita successiva, una vittoria casalinga per 3-1 contro il Southampton, il centrocampista segna invece il suo primo gol con il club bianconero Nel complesso Green nella sua prima stagione con le Magpies mette a segno 2 reti in 27 partite di campionato giocate. Il successivo 2 settembre 1972, dopo un altro gol in 6 presenze, subisce un infortunio alla cartilagine di un ginocchio dovuto ad uno scontro con Mel Blyth, difensore del Crystal Palace, che di fatto pone fine alla sua carriera: pur ritirandosi formalmente solo a fine stagione, infatti, lo scozzese non gioca più nessuna partita in carriera, ritirandosi quindi all'età di nemmeno 27 anni.

### Nazionale
Tra il 1971 ed il 1972 ha giocato complessivamente 6 partite con la nazionale scozzese.

## Palmarès

### Club

#### Competizioni internazionali
- Coppa Anglo-Italiana: 1

Blackpool: 1971